# Sandwich (stacja kolejowa)
Sandwich (ang. Sandwich railway station) – stacja kolejowa w miejscowości Sandwich, w hrabstwie Kent, w Anglii. Znajduje się na Kent Coast Line, 13,3 km od stacji Ramsgate. Obsługuje ok. 282 258 pasażerów rocznie (dane za rok 2021/2022). Usługi kolejowe są prowadzone przez Southeastern.

## Linie kolejowe
- Chatham Main Line